# Valores da família
Valores da família ou valores familiares são valores tradicionais que pertencem à estrutura, função, papéis, crenças, atitudes e ideais da família.
O termo "família tradicional" refere-se a uma família nuclear — um ambiente de criação de filhos composto por um pai provedor, uma mãe dona de casa e seus filhos biológicos. Uma família que se desvia desse modelo é considerada uma "família não tradicional". No entanto, na maioria das culturas, na maioria das vezes, o modelo de família estendida tem sido o mais comum e não o da família nuclear.

## Definição
Vários dicionários online bem conhecidos definem "valores familiares" da seguinte forma:
- "os princípios morais e éticos tradicionalmente defendidos e transmitidos dentro de uma família, como fidelidade, honestidade, verdade e fé."[2]
- "valores especialmente de tipo tradicional ou conservador que são mantidos para promover o bom funcionamento da família e fortalecer o tecido da sociedade."[3]
- "valores considerados tradicionalmente ensinados ou reforçados dentro de uma família, como os de altos padrões morais e disciplina."[4]

## Na política
Familialismo é a ideologia que prioriza a família e defende um sistema de bem-estar social onde as famílias, e não o governo, assumam a responsabilidade pelo cuidado de seus membros.
Nos Estados Unidos, a bandeira dos valores familiares tem sido usada por conservadores sociais para expressar oposição ao aborto, feminismo, pornografia, educação sexual abrangente, divórcio, homossexualidade, casamento entre pessoas do mesmo sexo, secularismo e ateísmo. Grupos conservadores estadunidenses fizeram incursões promovendo essas políticas na África desde o início dos anos 2000, descrevendo-as como "valores familiares africanos".